# 杜溫納體育場
杜溫納青年訓練場，又称杜溫納體育場，另译杜瓦納體育場，是一座為於緬甸仰光的綜合運動場，擁有32000個座位，比昂山將軍體育場小但更新。國內外足球和田徑賽事的舉辦還是以杜瓦納體育場為首選。

## 外部連結
维基共享资源上的相關多媒體資源：Thuwunna Stadium